# Limbowy Żleb
Limbowy Żleb – żleb w orograficznie prawych zboczach Doliny Roztoki w polskich Tatrach Wysokich. Nazwa autorstwa Władysława Cywińskiego. Żleb ten jest widoczny ze szlaku prowadzącego przez Dolinę Roztoki. Znajduje się po zachodniej stronie Orlej Ściany i ma wylot nieco poniżej wylotu Skalnistego Żlebu opadającego z grani Wołoszyna. Dolna część Limbowego Żlebu jest wąska i głęboko wcięta, górna jest płytka i łatwa do przejścia. Sporo poniżej grzbietu żleb zanika zupełnie. Jest na nim kilka stromych progów. Okolice żlebu porastają dorodne limby. Pierwsze przejście żlebu: Andrzej Sikorski i Andrzej Skłodowski 12 marca 1973, II stopień w skali trudności UIAA (progi żlebu obchodzili jego grzędami). Pierwsze przejście letnie Władysław Cywiński 21 lipca 2003.